# Jurjev-kolostor
A Jurjev-kolostor (oroszul: Юрьев монастырь) ortodox férfi kolostor Oroszországban, Novgorod központjától 4 km-re délre, a Volhov-folyó bal partján. A város történetének első évszázadaiban a legnagyobb kolostornak számított és még a 20. század elején is fontos egyházi központ volt. Történelmi épületegyüttesét Novgorod más műemlékeivel együtt 1992-ben felvették az UNESCO világörökség listájára. 

## Történeti áttekintés
A Jurjev-kolostor Novgorod egyik legrégebbi, máig fennmaradt kolostora. Vele szemben, a Volhov-folyó túlsó partján egykor a novgorodi fejedelmek rezidenciája állt (Gorogyiscse). A hagyomány szerint Bölcs Jaroszlav fejedelem alapította 1030-ban, aki a keresztségben a Georgij (György) nevet vette fel. (A Jurij név az óorosz nyelvben a Georgij név egyik elterjedt változata volt.)
A kolostorról a legkorábbi feljegyzések 1119-ből, a területét körülvevő falakról 1333-ból származnak. Ekkor a kolostor már a város vezető egyházi központja és egyik leggazdagabb egyházi földbirtokosa volt. A 18. században, a szekularizáció után elvesztette birtokainak nagy részét és pusztulásnak indult. Gazdag pártfogói révén azonban az 1820-as években nagyszabású újjáépítés kezdődött, területén több új templomot emeltek, szerzetesi lakhelyeket létesítettek, 1841-ben elkészült harangtornyát a kor híres építésze, Karl Rossi tervezte.
1921-ben a kolostor vagyonát és birtokait az új szovjet állam kisajátította, majd 1929-ben bezárták. Területén a második világháború alatt német és spanyol katonai egységek táboroztak, a háború után posta, technikum működött és múzeumot rendeztek be.

## Templomok, a Szent György-katedrális
Ma is híres központi temploma, a Szent György-katedrális (oroszul: Георгиевский собор) a korábbi fatemplom helyén 1119–1130 között épült. Nagy Msztyiszlav alapította és fia, Vszevolod Msztyiszlavovics fejedelem idején szentelték fel, akit a novgorodi Kremlből a város lakossága elűzött. Az építő Péter mester nevét az évkönyvben feljegyezték, ő az első orosz építőmester, akinek nevét ismerjük. A folyó túlsó partján épült Angyali üdvözlet templommal együtt ez a templom volt hivatott pótolni a fejedelem számára a Szófia-székesegyházat, melyet a város fölötti hatalommal együtt elveszített.

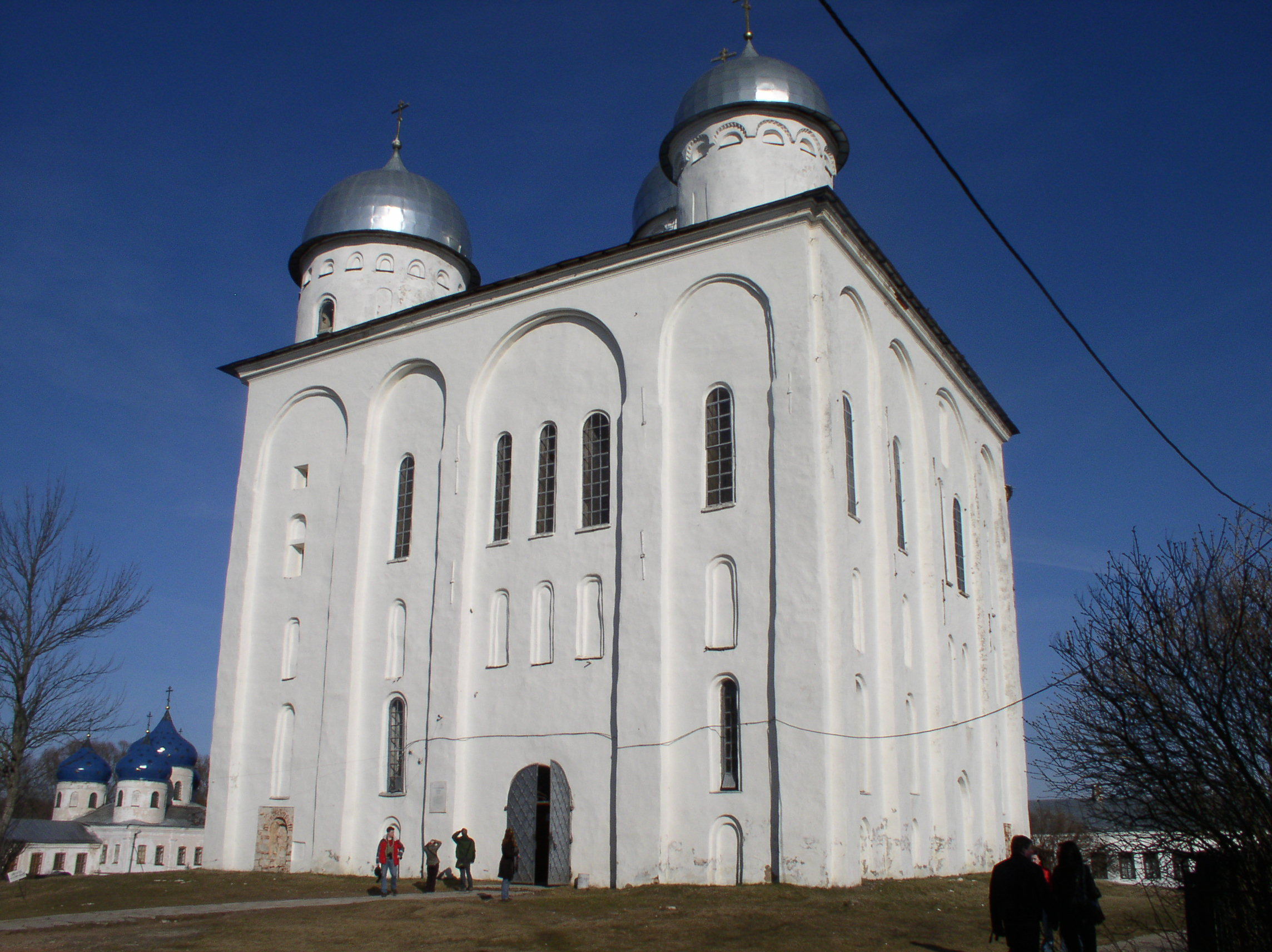
A kolostor Szent György-katedrálisa (2007)

A háromkupolás, építészeti megoldásaiban és méreteiben egyaránt monumentális katedrális a novgorodi fejedelmek és főpapok temetkezési helye lett. Falai a régi freskókból csak néhány töredéket őriztek meg, a többit egy 19. századi átalakítás során leverték és újakkal helyettesítették. A század végére azonban az új freskók megsemmisültek, ezért 1898-ban új falfestés készült. A levert darabok maradékát az 1930-as évek felújításai során találták meg, amikor a későbbi időkből származó épületrészeket eltávolítva a templomot eredeti, 12. századi formájában helyreállították.
A kolostor másik, ötkupolás székesegyházát (oroszul: Крестовоздвиженский собор; szó szerint: Keresztállítás-katedrális) 1823–1826 között építették egy 1761-ben emelt, de később kiégett templom helyén. A négyzetes alaprajzú, 20×20 m-es, kb. 30 m magas épület kékre festett, aranyozott csillagokkal díszített kupoláit a közelmúltban felújították, belső tereinek falfestése újonnan készült.
A kolostor ma is működő harmadik, kisebbik templomát (1828–1831) között a gyakori tűzesetek elől védelmet nyújtó egyik Istenanya-ikon tiszteletére emelték (oroszul: церковь иконы Божией Матери „Неопалимая Купина”).
1991 végén a kolostor épületegyüttesét visszaadták az ortodox egyháznak, 1995-ben szerzetesi közösség alakult. A működő kolostort nyaranta azóta is sok turista keresi fel.